# Walter-Schottky-Preis
Der Walter-Schottky-Preis der Deutschen Physikalischen Gesellschaft prämiert hervorragende Forschungsarbeiten zur Festkörperphysik.
Seit 1973 wird der Preis jährlich verliehen. Der mit 10.000 Euro (Stand 2023) dotierte Preis wird von der Siemens AG und Infineon Technologies unterstützt und ist der bedeutendste deutsche Preis zur Festkörperphysik.
Walter Schottky (1886–1976) war ein Pionier der Elektronik. Er war Professor für theoretische Physik, gab aber vor allem auch der Experimentalphysik wichtige Impulse. Schon in den Anfangsjahren der Elektronik trug Schottky entscheidend zur Entwicklung der Röhrentechnik bei. Aber auch der folgenden Halbleiterelektronik drückte er seinen Stempel auf, was sich in den einschlägigen Lehrbüchern in Begriffen wie Schottky-Diode, Schottky-Fehlstellen oder
Schottky-Barriere widerspiegelt.

## Preisträger
Die Namen der Preisträger folgen der offiziellen Seite der DPG zum Walter-Schottky-Preis. Die in Klammern angegebenen Institutionen sind jene, bei denen die Preisträger zum Zeitpunkt der Bekanntgabe des Preises tätig waren.
- 1973: Peter Ehrhart (KFA Jülich)[2]
- 1974: Andreas Otto (LMU München)[3]
- 1975: Karl-Heinz Zschauer (Siemens AG, München)
- 1976: Franz Wegner (Universität Heidelberg)
- 1977: Siegfried Hunklinger (MPI für Festkörperforschung, Stuttgart)[4]
- 1978: Bernhard Authier (Wacker Chemie, Burghausen), Horst Fischer (AEG-Telefunken)
- 1979: Heiner Müller-Krumbhaar (Universität Hannover)[5]
- 1980: Klaus Funke (Universität Hannover)
- 1981: Klaus von Klitzing (TU München)[6]
- 1982: Volker Dohm (KFA Jülich)[7], Reinhard Folk (Universität Linz)[7]
- 1983: Klaus Sattler (Universität Konstanz)[8]
- 1984: Gottfried Döhler (MPI für Festkörperforschung, Stuttgart)[9]
- 1985: Hans Werner Diehl (KFA Jülich)[10], Siegfried Dietrich (LMU München)[10]
- 1986: Gerhard Abstreiter (TU München)
- 1987: Bernd Ewen (MPI für Polymerforschung, Mainz)[11], Dieter Richter (KFA Jülich und Institut Laue-Langevin, Grenoble)[11]
- 1988: Martin Stutzmann (MPI für Festkörperforschung, Stuttgart)[12]
- 1989: Ulrich Eckern (Universität Karlsruhe)[13], Gerd Schön (TU Delft)[13], Wilhelm Zwerger (TU München)[13]
- 1990: Hermann Grabert (Universität Essen)[14], Helmut Wipf (TH Darmstadt)[14]
- 1991: Christian Thomsen (MPI für Festkörperforschung, Stuttgart)[15]
- 1992: Kurt Kremer (Forschungszentrum Jülich)[16]
- 1993: Gertrud Zwicknagl (MPI für Festkörperforschung, Stuttgart)[17]
- 1994: Paul Müller (Walther-Meißner-Institut, Garching)[18]
- 1995: Jochen Feldmann (Universität Marburg)[19]
- 1996: Bo Persson (Forschungszentrum Jülich)
- 1997: Christoph Geibel (TH Darmstadt)[20]
- 1998: Achim Wixforth (LMU München)[21]
- 1999: Thomas Herrmannsdörfer (Universität Bayreuth)[22]
- 2000: Clemens Bechinger (Universität Konstanz)[23]
- 2001: Manfred Bayer (Universität Würzburg)
- 2002: Harald Reichert (MPI für Metallforschung, Stuttgart)[24]
- 2003: Jurgen Smet (MPI für Festkörperforschung, Stuttgart)
- 2004: Markus Morgenstern (Universität Hamburg)
- 2005: Wolfgang Belzig (Universität Basel)
- 2006: Manfred Fiebig (Max-Born-Institut, Berlin)[25]
- 2007: Jonathan Finley (Walter-Schottky-Institut der TU München)[26]
- 2008: Fedor Jelezko (Universität Stuttgart)[27]
- 2009: Florian Marquardt (LMU München)[28]
- 2010: Thomas Seyller (Universität Erlangen-Nürnberg)
- 2011: nicht ausgeschrieben[29]
- 2012: Alex Greilich (TU Dortmund)[30]
- 2013: Claus Ropers (Universität Göttingen)
- 2014: Sven Höfling (University of St. Andrews)
- 2015: Frank Pollmann (MPI für Physik komplexer Systeme, Dresden)[31], Andreas Schnyder (MPI für Festkörperforschung, Stuttgart)[31]
- 2016: Ermin Malic (TH Chalmers, Göteborg)[32]
- 2017: Helmut Schultheiß (Helmholtz-Zentrum Dresden-Rossendorf)
- 2018: Sascha Schäfer (Universität Oldenburg)[33]
- 2019: Eva Vera Benckiser (MPI für Festkörperforschung, Stuttgart)
- 2020: Zhe Wang (Universität zu Köln)
- 2021: Andreas Hüttel (Universität Regensburg, Aalto-Universität)
- 2022: Felix Büttner (Helmholtz-Zentrum Berlin)
- 2023: Kai-Qiang Lin (Universität Regensburg)
- 2024: Nicola Paradiso (Universität Regensburg)
- 2025: Libor Šmejkal (MPI für Physik komplexer Systeme, Dresden)